# Shinkansen Serie E1
El Shinkansen Serie E1 (E1系?) era un tipo de tren de alta velocidad japonés operado por la East Japan Railway Company (JR Este) desde julio de 1994 hasta septiembre de 2012. Fueron los primeros trenes de dos pisos construidos para el Shinkansen de Japón. En general, junto con sus compañeros de dos pisos, los trenes de la Serie E4, eran conocidos con el nombre comercial de "Max" (Multi-Amenity eXpress). La flota fue retirada del servicio regular el 28 de septiembre de 2012.
Originalmente destinados a denominarse como Serie 600, los trenes de la Serie E1 se introdujeron específicamente para reducir las aglomeraciones de viajeros en los servicios del Tōhoku Shinkansen y del Joetsu Shinkansen.

## Operaciones
Los equipos de la Serie E1 se utilizaron en los siguientes servicios:
- Joetsu Shinkansen:
  - Max Asahi (julio de 1994 - noviembre de 2002)
  - Max Tanigawa
  - Max Toki (hasta el 28 de septiembre de 2012)
- Tōhoku Shinkansen:
  - Max Nasuno (hasta diciembre de 1999)
  - Max Yamabiko (julio de 1994 - diciembre de 1999)

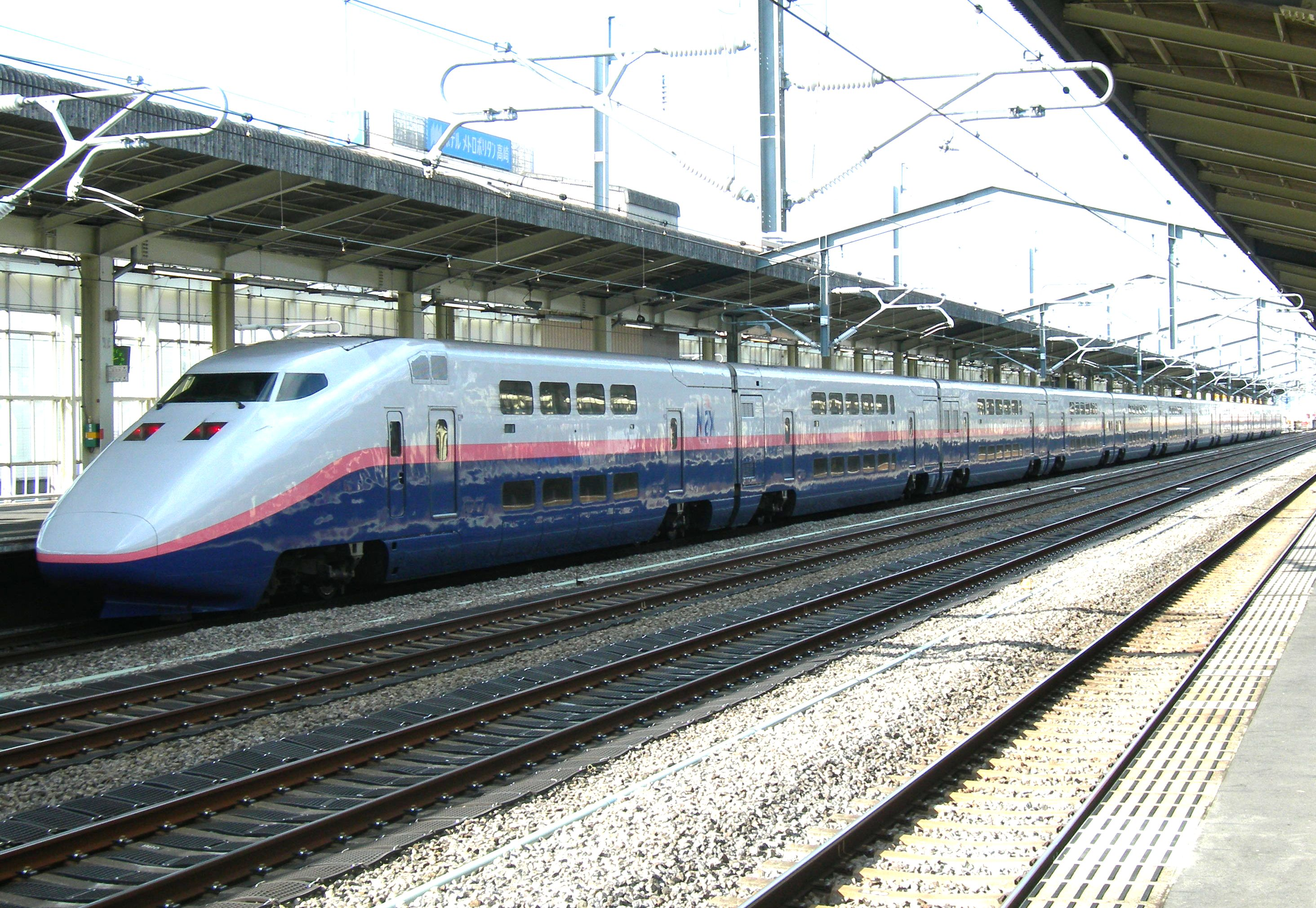
Tren de la Serie E1 en la estación de Takasaki, mientras prestaba el servicio Max Toki en el Joetsu Shinkansen (2008)

## Composición
La flota de trenes de 12 coches, numerados de M1 a M6, se formó de la manera siguiente, con el coche 1 en el extremo de Tokio:
| Coche n.º            | 1        | 2        | 3        | 4        | 5    | 6    | 7    | 8        | 9    | 10   | 11   | 12   |
| -------------------- | -------- | -------- | -------- | -------- | ---- | ---- | ---- | -------- | ---- | ---- | ---- | ---- |
| Denominación         | T1c      | M1       | M2       | T1       | T2   | M1   | M2   | Tpk      | Tps  | M1s  | M2s  | T2c  |
| Numeración           | E153-100 | E155-100 | E156-100 | E158-100 | E159 | E155 | E156 | E158-200 | E148 | E145 | E146 | E154 |
| Capacidad (asientos) | 86       | 121      | 121      | 135      | 124  | 110  | 110  | 91       | 75   | 91   | 91   | 80   |
| Peso (t)             | 56,2     | 59,2     | 61,2     | 53,7     | 53,6 | 59,2 | 61,7 | 55,2     | 54,6 | 59,2 | 62,0 | 56,5 |

Los coches 6 y 10 estaban equipados cada uno con un pantógrafo PS201 tipo tijera.

## Detalles de la flota
| Tren n.º | Fabricante                          | Fecha entrega           | Pre-renovación           | Renovación              | DS-ATC agregado          | Retirado               |
| -------- | ----------------------------------- | ----------------------- | ------------------------ | ----------------------- | ------------------------ | ---------------------- |
| M1       | Kawasaki Heavy Industries           | 3 de marzo de 1994      | 17 de septiembre de 2004 | 10 de julio de 2004     | 15 de septiembre de 2005 | 2 de abril de 2012     |
| M2       | Hitachi                             | 23 de marzo de 1994     | 27 de noviembre de 2004  | 4 de junio de 2005      | 5 de agosto de 2005      | 14 de abril de 2012    |
| M3       | Hitachi / Kawasaki Heavy Industries | 6 de febrero de 1995    | 26 de diciembre de 2003  | 31 de marzo de 2004     | 2 de noviembre de 2005   | 29 de agosto de 2012   |
| M4       | Hitachi                             | 17 de octubre de 1995   | 25 de noviembre de 2003  | 2 de octubre de 2003    | 2 de febrero de 2006     | 7 de diciembre de 2012 |
| M5       | Kawasaki Heavy Industries           | 3 de noviembre de 1995  | 11 de marzo de 2006      | 6 de junio de 2006      | 11 de marzo de 2006      | 4 de octubre de 2012   |
| M6       | Hitachi / Kawasaki Heavy Industries | 22 de noviembre de 1995 | 27 de noviembre de 2005  | 23 de diciembre de 2005 | 27 de noviembre de 2005  | 7 de noviembre de 2012 |

(Fuentes:)

## Interior
La Serie E1 fue el primer Shinkansen en contar con asientos en disposición 3+3 en la Clase Estándar, con el fin de aumentar el número de plazas disponibles. Los salones del piso superior de los coches 1 a 4 (con asientos sin reserva) contaban con la disposición 3+3 sin reposabrazos individuales, y no eran reclinables. El piso inferior de estos coches y los salones de los coches 5 a 12 (con asientos con reserva) tenían distribución 2+3. Los salones de los coches de la Clase Verde en el piso superior de los coches 9 a 11, tenían la disposición de asientos 2+2. La capacidad total de los trenes era de 1235 pasajeros.

### Antes de la renovación

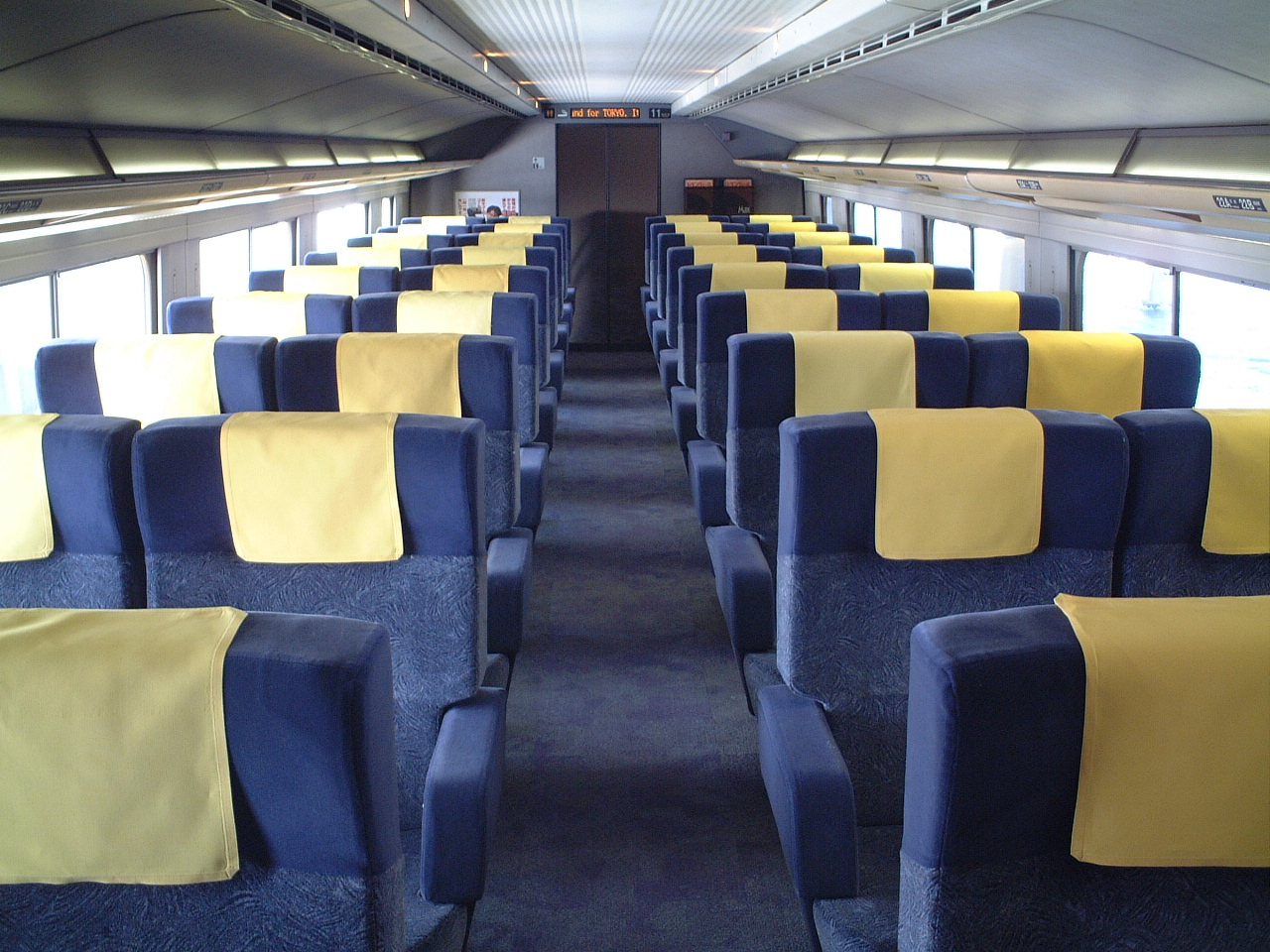
Coche de la Clase Verde en la parte superior (enero de 2002)
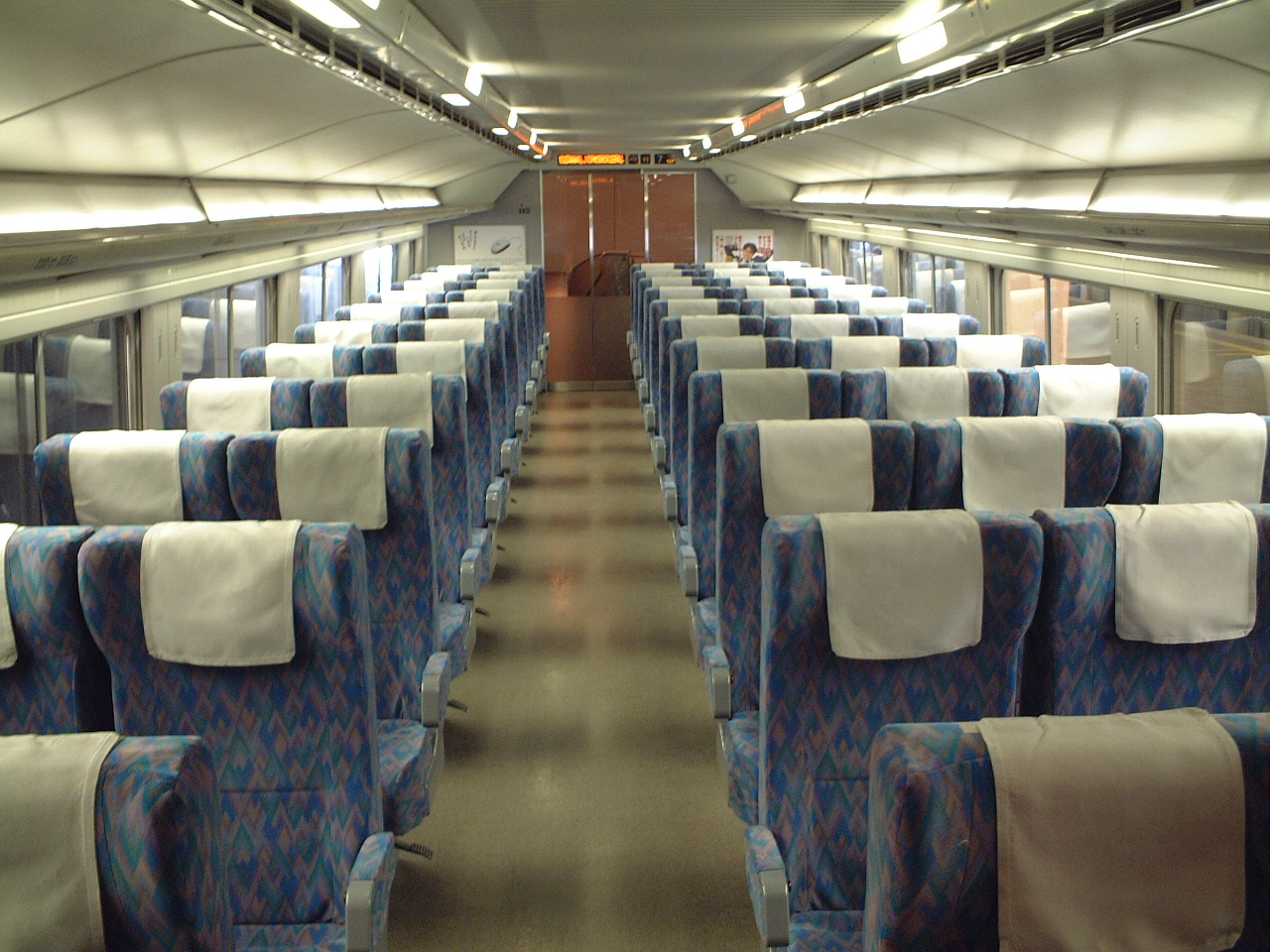
Coche de la Clase Estándar de asientos con reserva en el piso superior (enero de 2002)
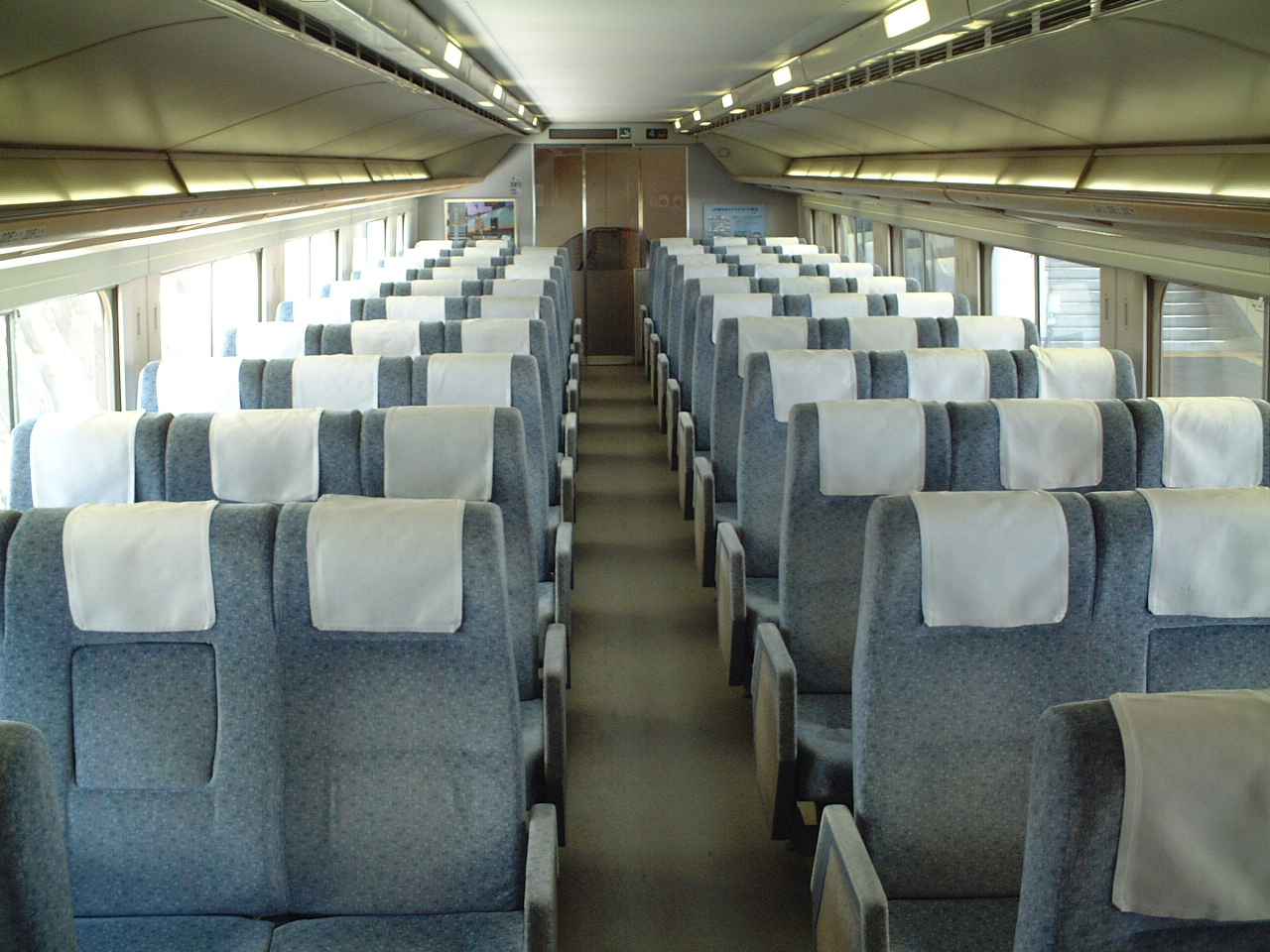
Piso superior de la Clase Estándar con asientos 3+3 no reclinables sin reserva (enero de 2002)
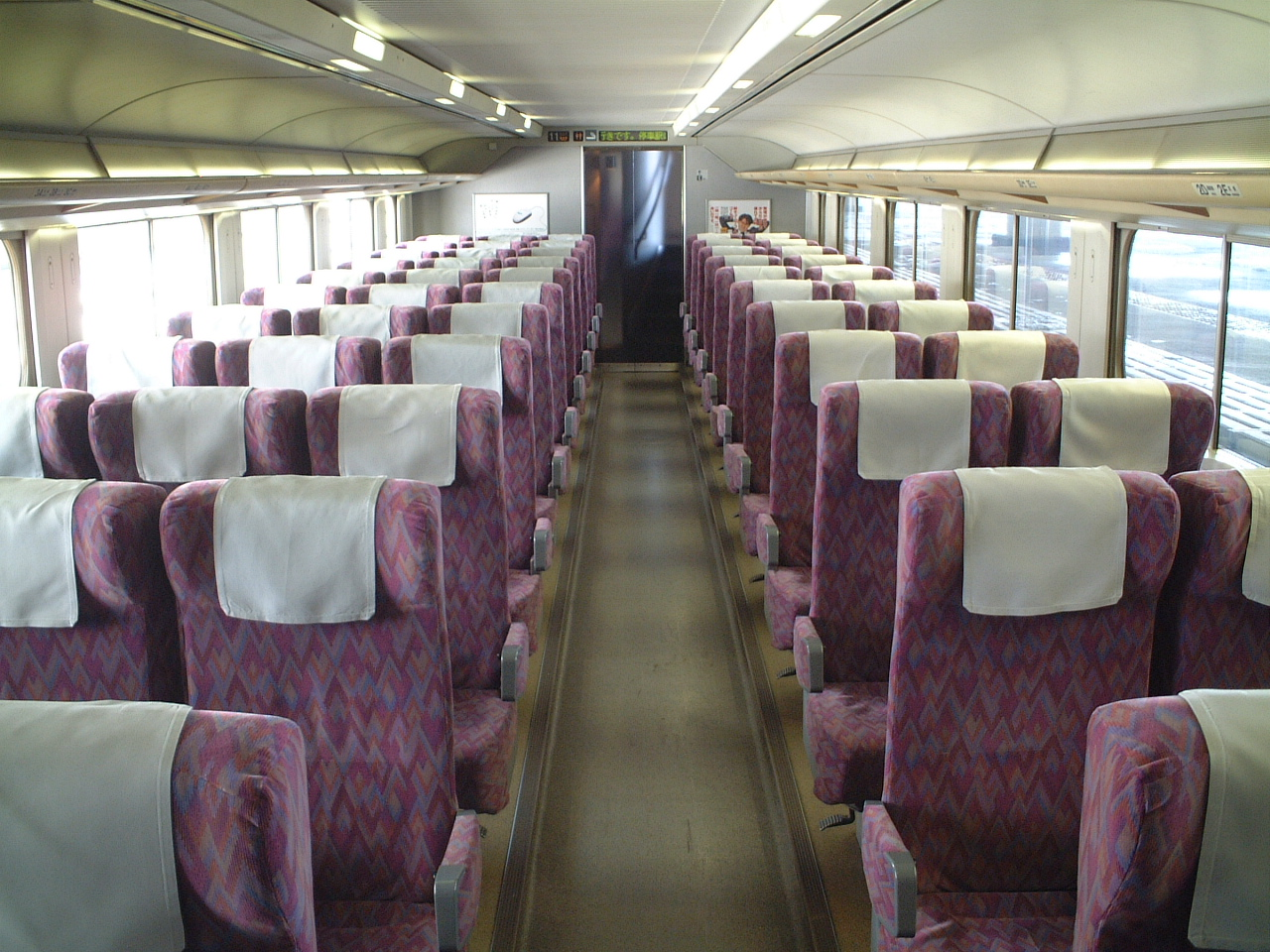
Piso inferior de la Clase Estándar de asientos con reserva (enero de 2002)
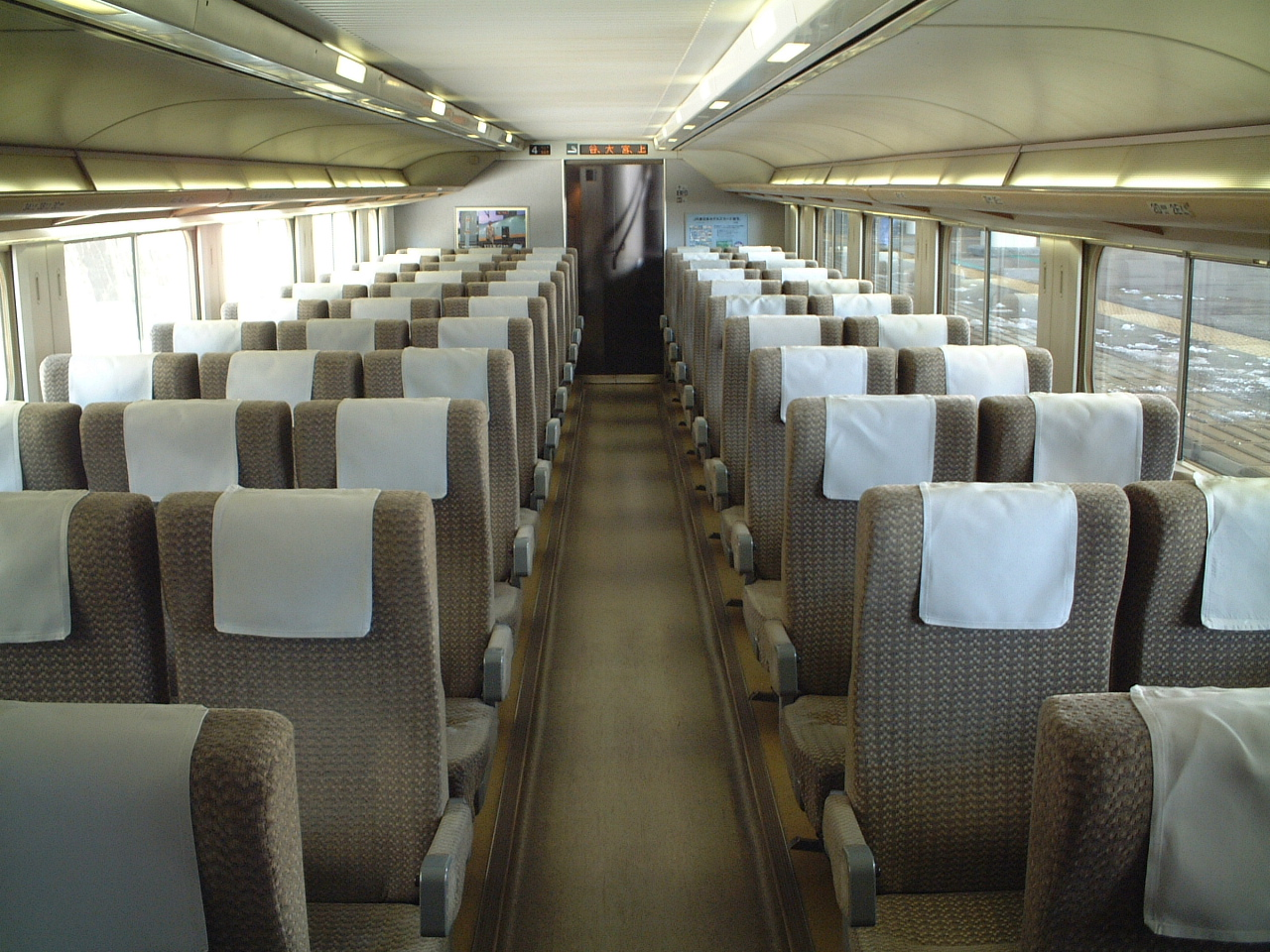
Piso inferior de la Clase Estándar de asientos sin reserva (enero de 2002)

### Después de la renovación

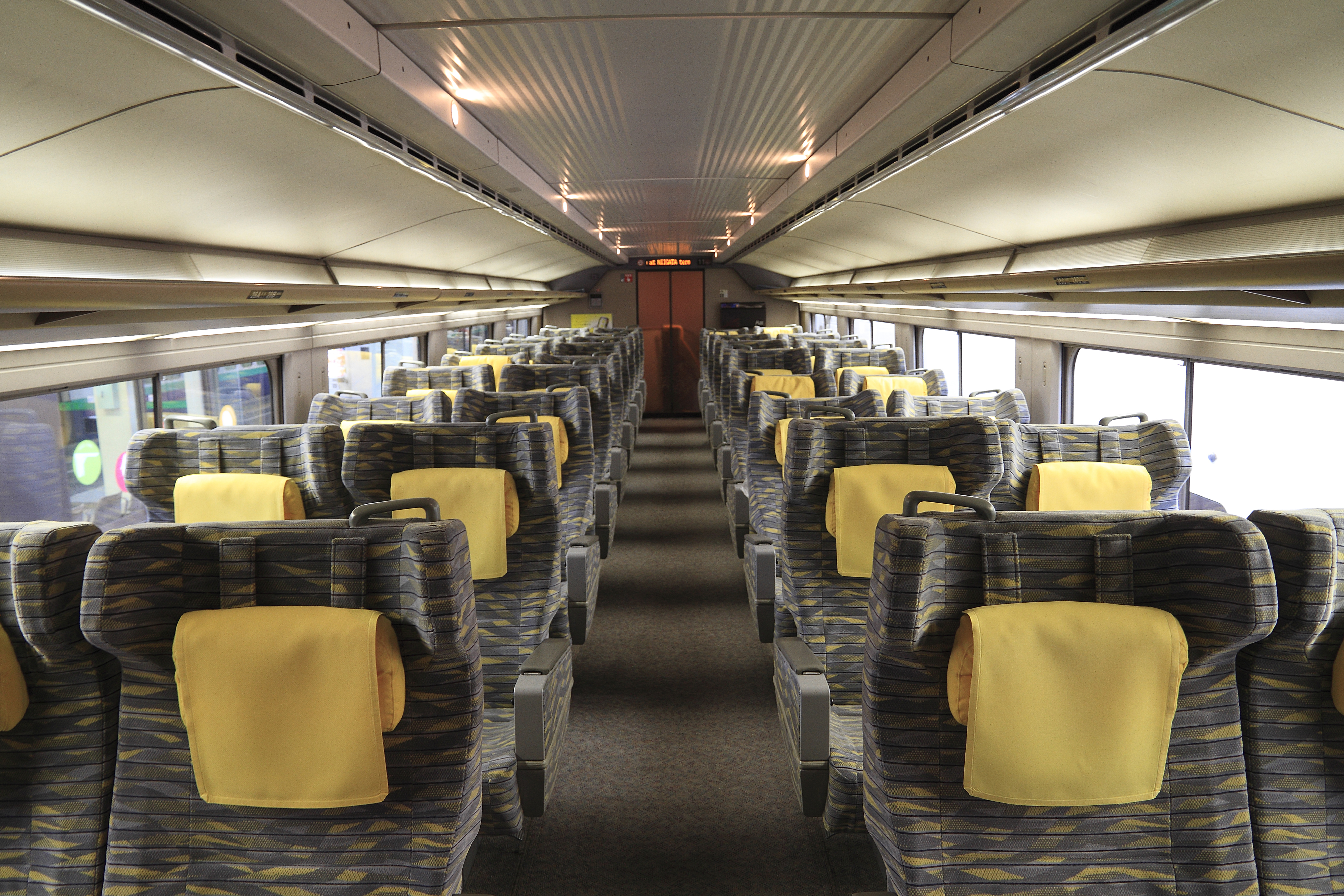
Piso superior del Coche Verde (No. 11) en octubre de 2011
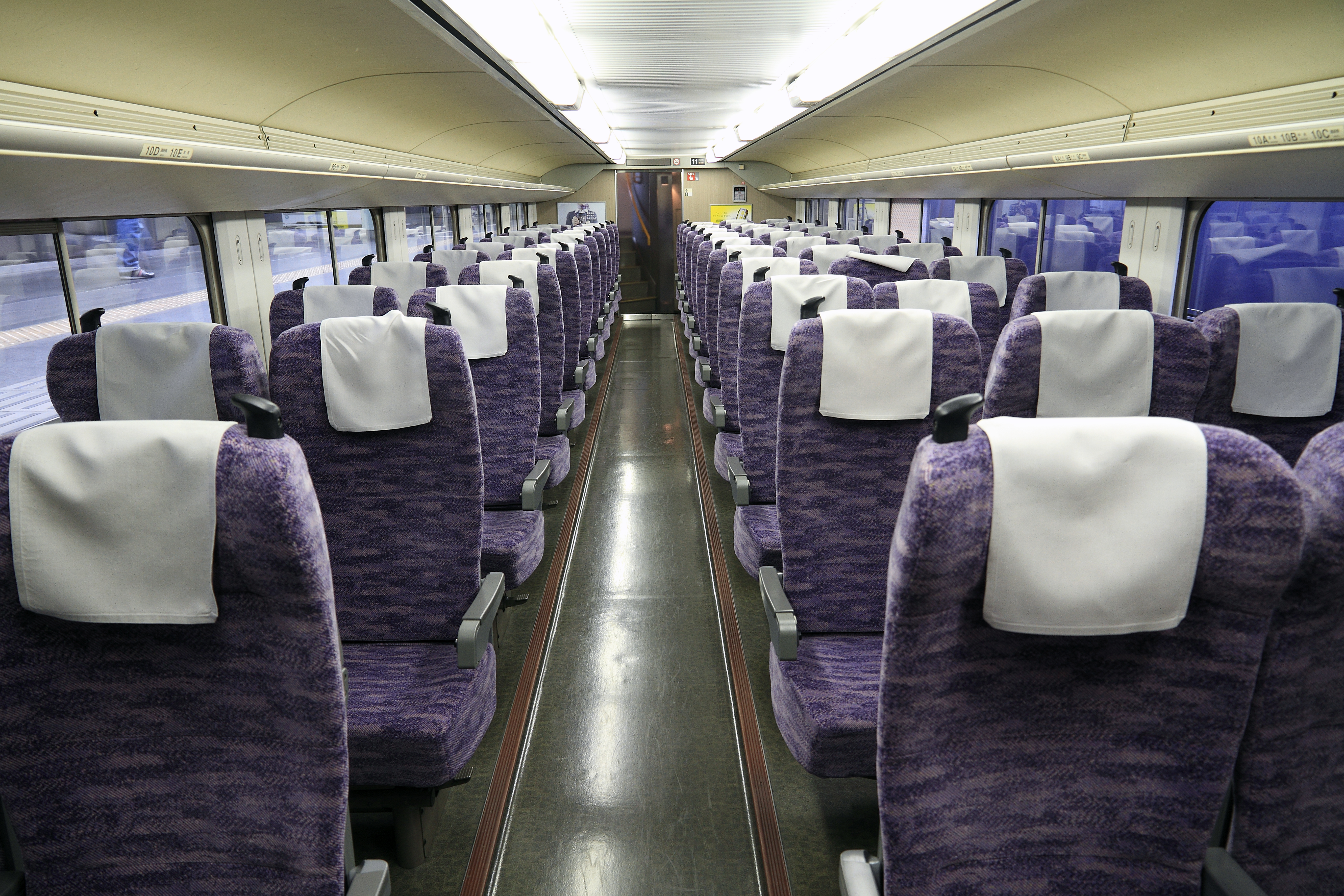
Piso inferior de un Coche de Clase Estándar (No. 11) de asientos con reserva en octubre de 2011

## Historia

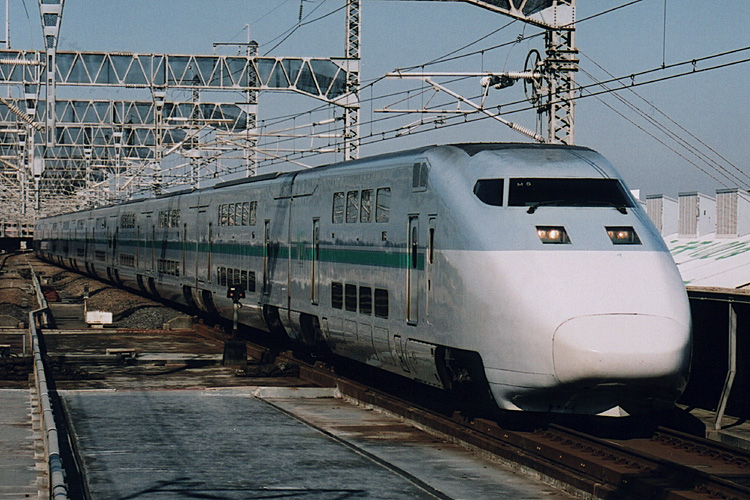
Tren Serie E1 con su librea original (noviembre de 2004)

El primer tren de la serie E1, el M1, se entregó en el Depósito de Sendai el 3 de marzo de 1994, con los logotipos "DDS E1" (DDS significa Shinkansen de dos pisos).
ローカル鉄道途中下車の旅 Los dos primeros conjuntos de la Serie E1 entregados se integraron al servicio regular en el Tōhoku Shinkansen el 15 de julio de 1994, con los logotipos originales "DDS" reemplazados por logotipos con el rótulo "Max". La librea original era "gris cielo" en la parte superior y "gris plateado" en la parte inferior de la carrocería, separados por una franja "verde pavo real".
A partir del 4 de diciembre de 1999, los seis trenes se transfirieron del Depósito de Sendai al de Niigata, con operaciones restringidas a su uso únicamente en los servicios Max Asahi y Max Tanigawa del Joetsu Shinkansen.

### Rehabilitación

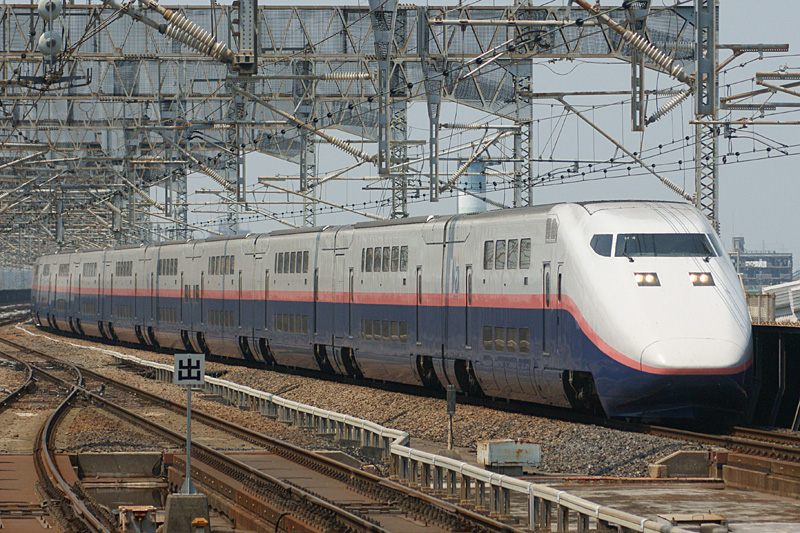
Conjunto M4 reacondicionado en mayo de 2008

Desde finales de 2003, la flota se sometió a una renovación, que incluyó la instalación de nuevos asientos y el repintado con una nueva librea de color "blanco estratus" en el lado superior de la carrocería y "azul aster" en el lado inferior, separados por una raya de color "ibis rosa".
Se prohibió fumar en todos los coches desde el inicio del horario revisado el 18 de marzo de 2007.

### Retirada

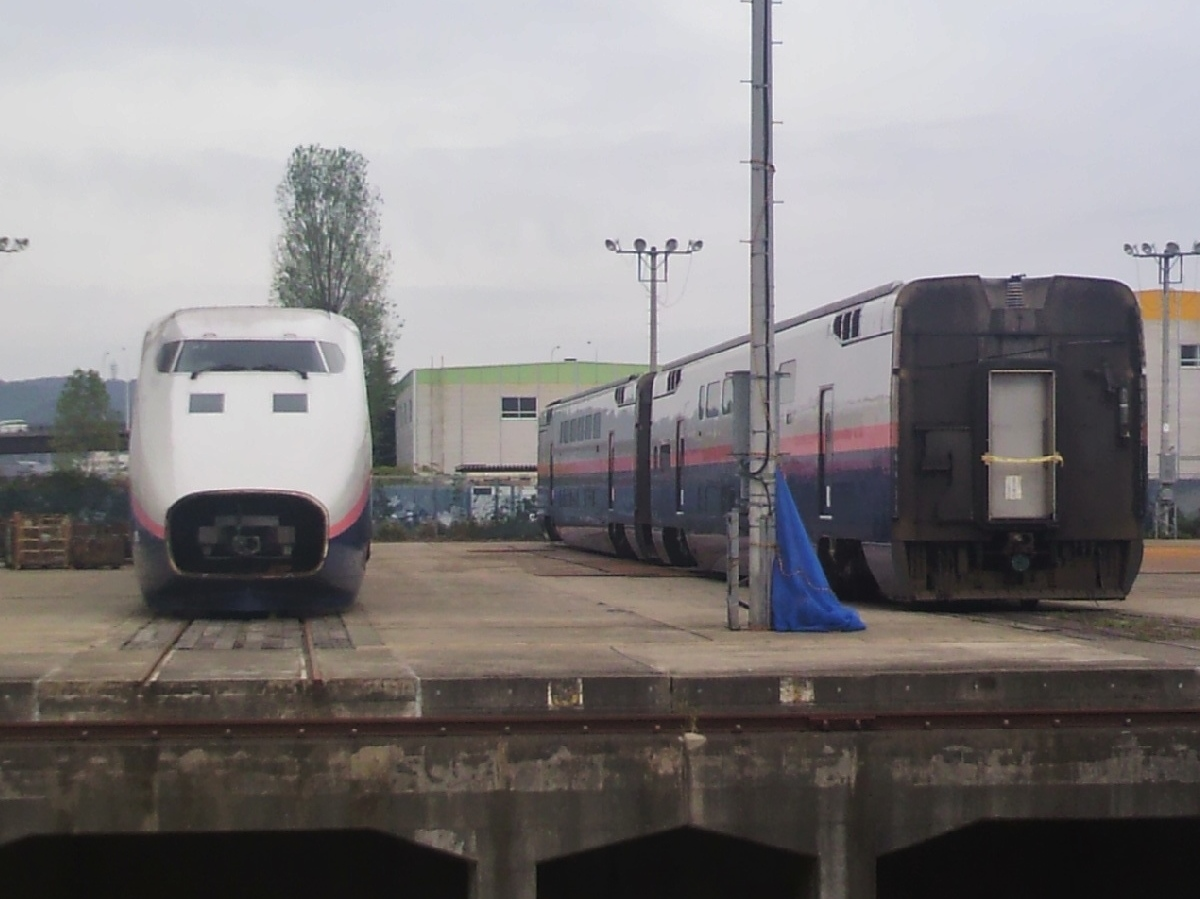
Coches del Shinkansen de la serie E1 retirados, a la espera de ser desguazados en el Depósito General de Sendai (octubre de 2012)

Los dos primeros trenes se retiraron oficialmente en abril de 2012: el M1 se dio de baja el 2 de abril y M2 el 14 de abril. La flota restante se retiró del servicio desde el inicio del horario revisado el 29 de septiembre de 2012.
Un servicio especial Thank you Max Asahi (ありがとうMaxあさひ号 Arigatō Max Asahi-gō?) discurrió desde Niigata a Tokio el 27 de octubre de 2012, utilizando un tren de la Serie E1, seguido de un recorrido final de Tokio a Niigata el 28 de octubre de 2012, utilizando el tren M4.

## Logotipos laterales
Entre el 1 de diciembre de 2001 y el 31 de marzo de 2002, la flota de la Serie E1 estuvo adornada con los logotipos "Alpen Super Express" como parte de la campaña promocional "JR + Nieve" del JR Este.
Desde mediados de agosto de 2012 hasta la retirada final de la flota el 28 de septiembre, a los tres conjuntos restantes se les agregó un segundo "toki" (un ibis crestado) a sus logotipos para celebrar la eclosión de los polluelos de ibis en la naturaleza.

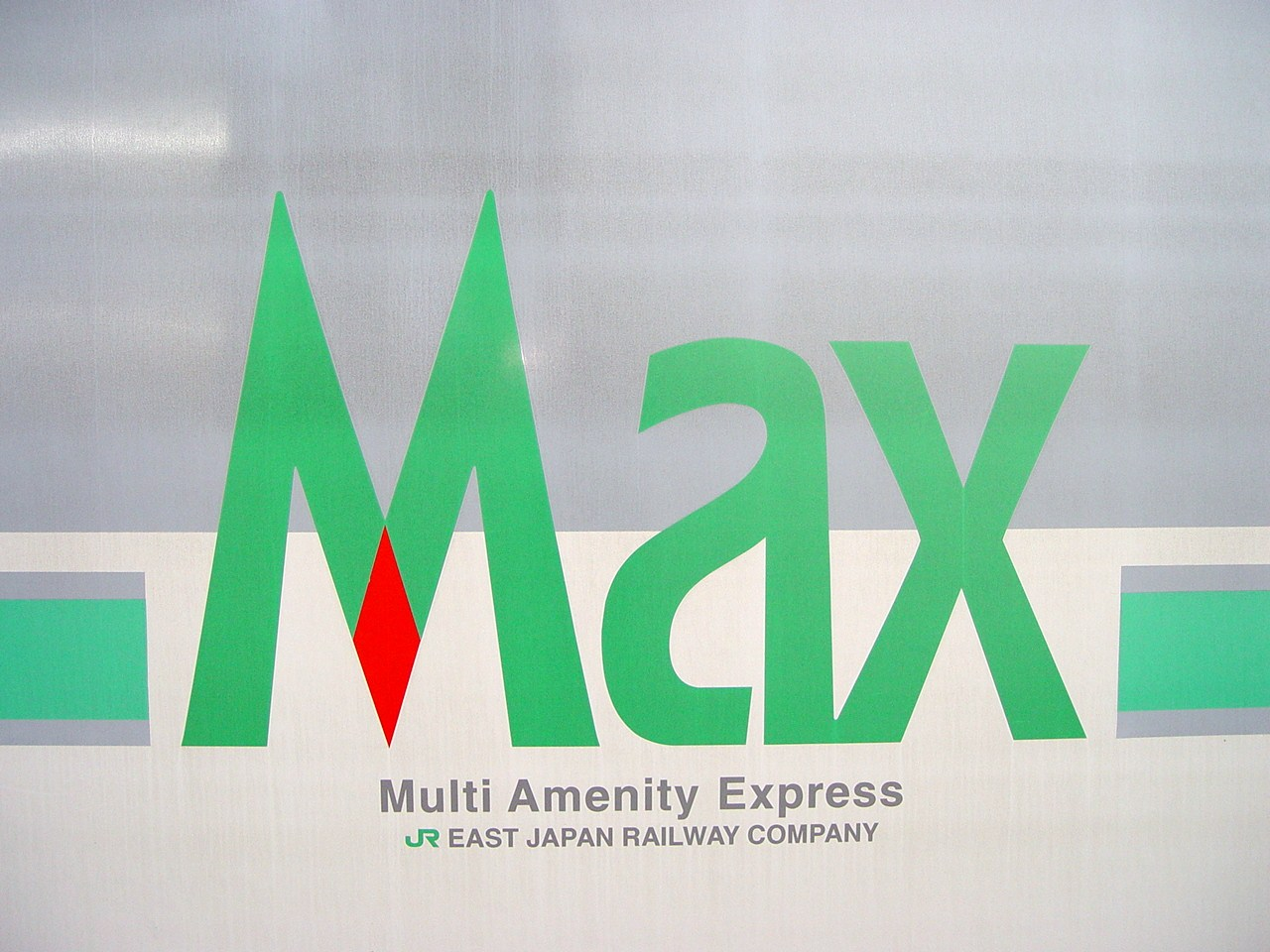
Logotipo original "Max" en diciembre de 2003, antes de su remodelación
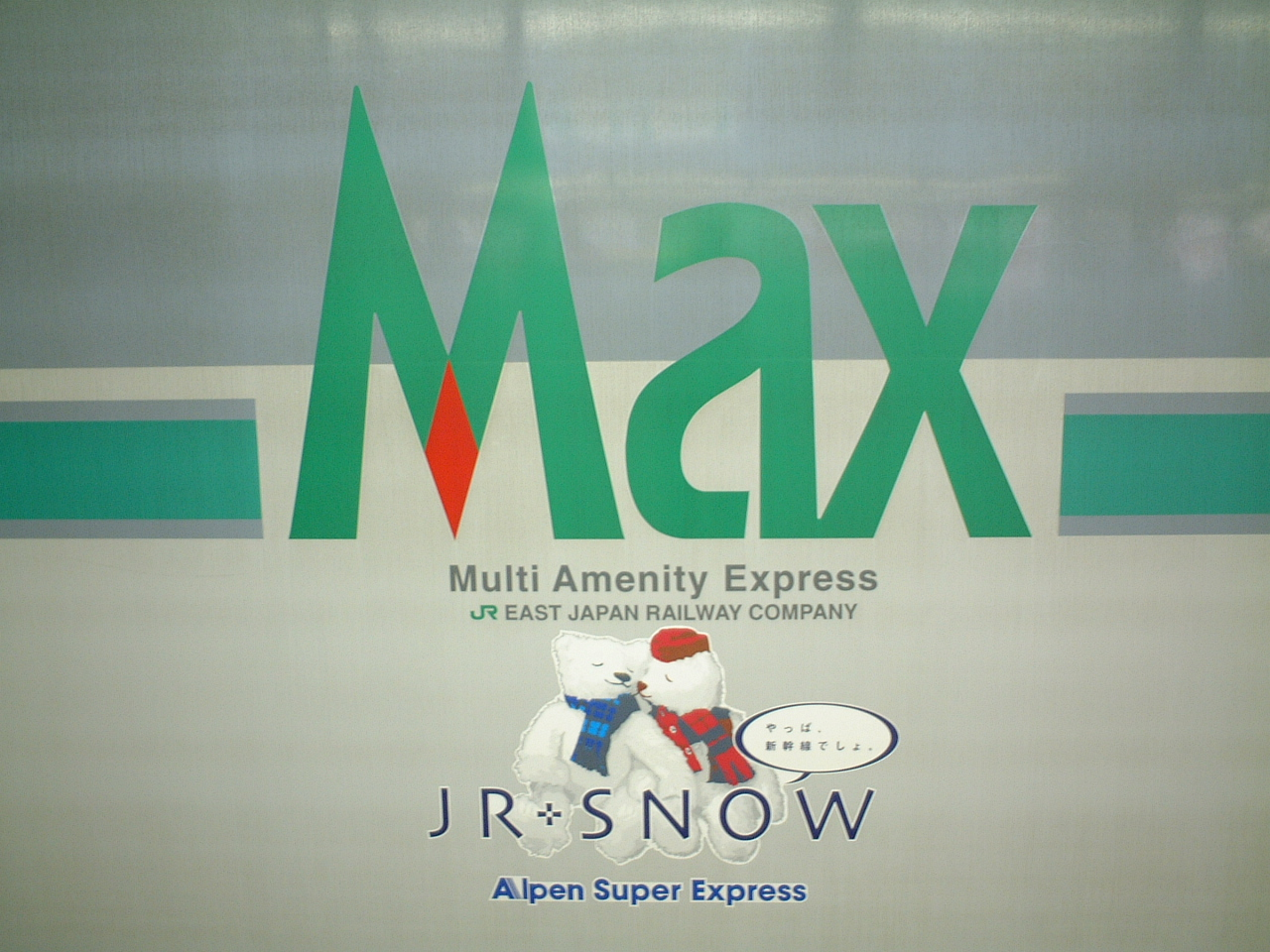
Logotipo promocional "Alpen Snow Express" en marzo de 2002
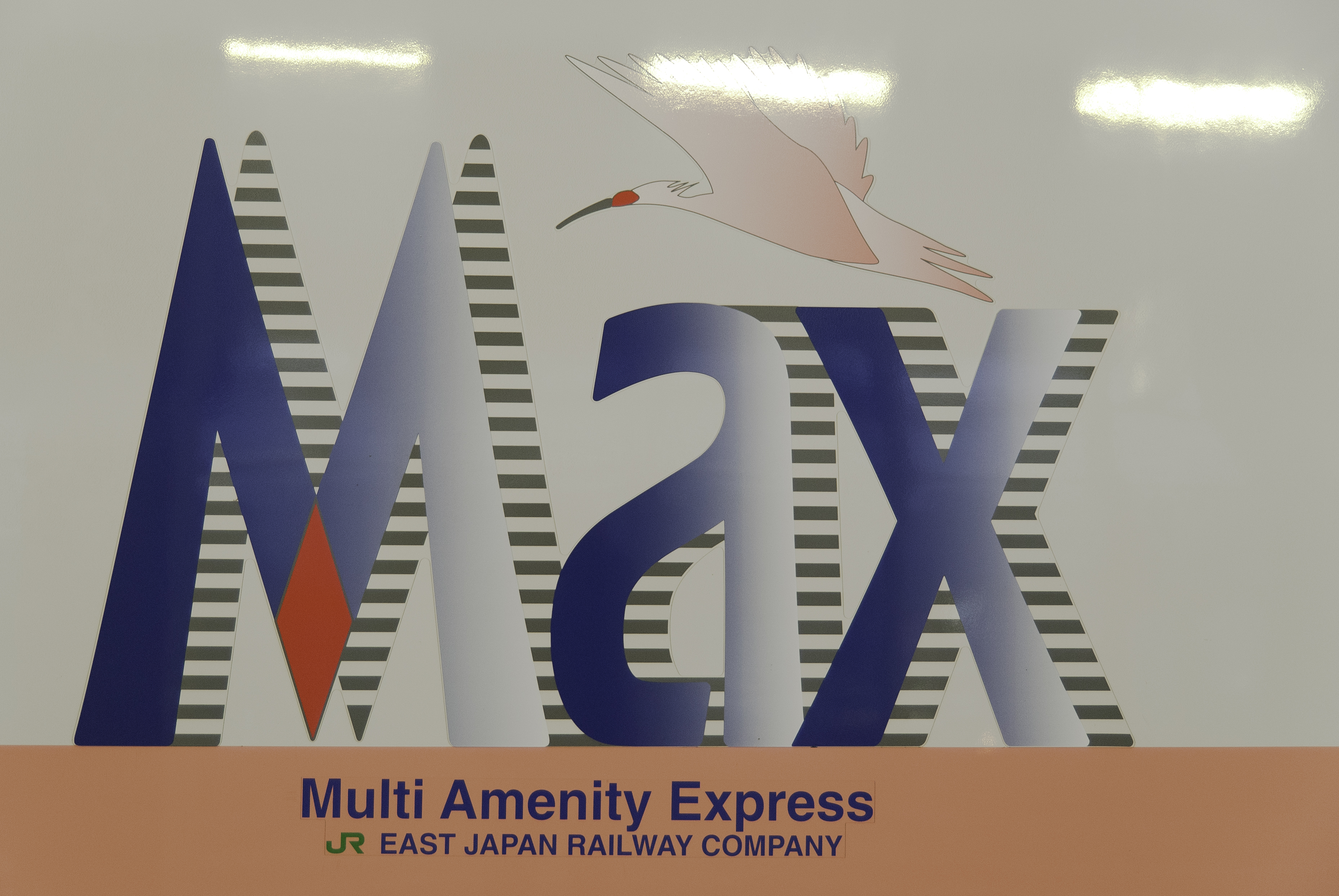
Logotipo "Max" en un tren renovado (abril de 2010)
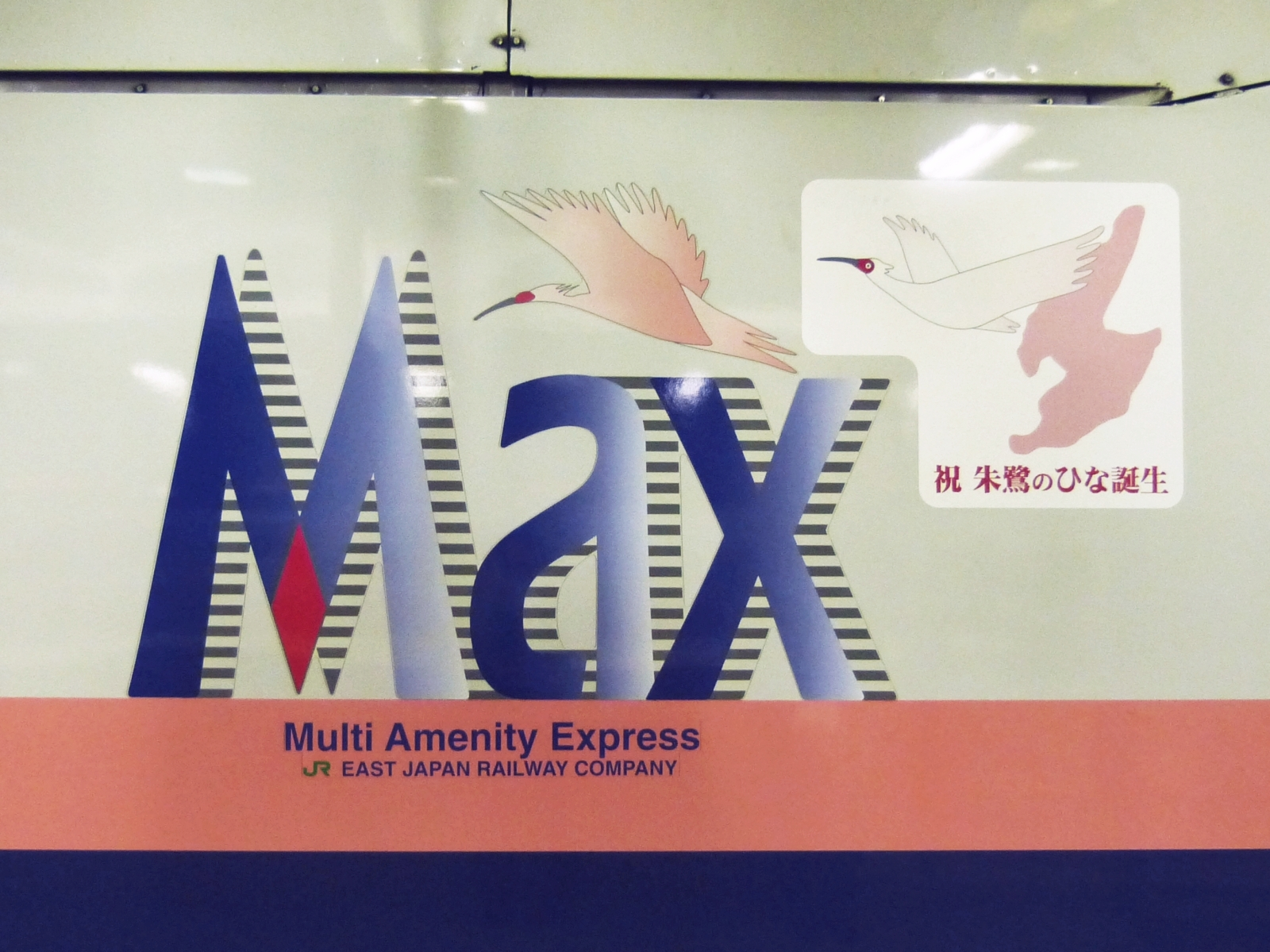
Logotipo "Max" modificado (agosto de 2012)

## Ejemplos conservados

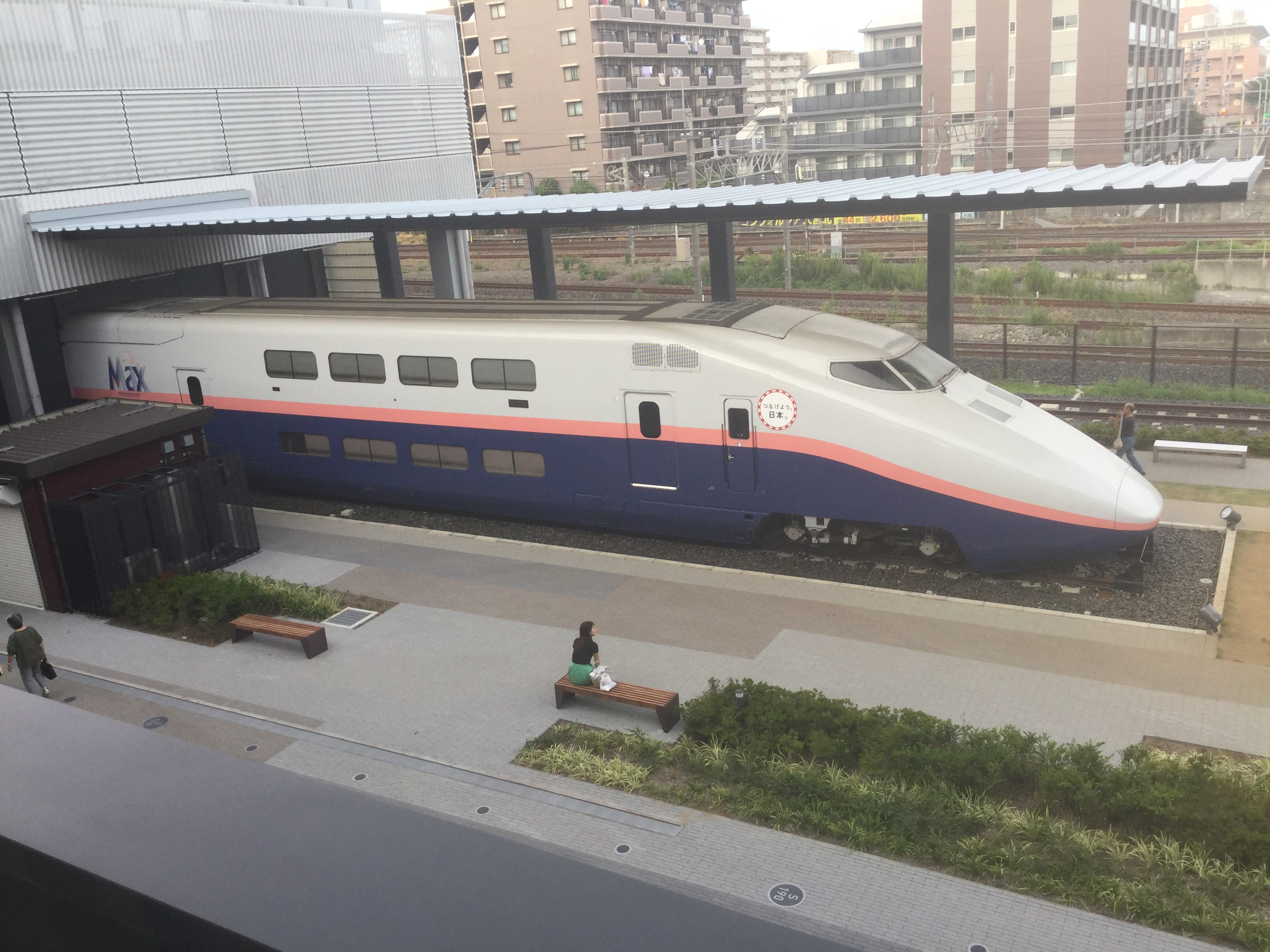
Exhibición estática de un Shinkansen de la Serie E1 en el Museo del Ferrocarril en Saitama

Se conserva un coche de la Serie E1: la unidad E153-104 del Tren M4, que se trasladó al Museo del Ferrocarril en Saitama en diciembre de 2017, y que ha permanecido en exhibición desde la primavera de 2018.